# Golden State
Golden State è il quarto album di studio dei Bush, band inglese post-grunge.
Uscito nel 2001, ik lavoro di Gavin Rossdale e compagni ha il sapore un ritorno al passato; le sonorità electro-rock dei lavori precedenti (ad esempio "The Chemicals Between Us") vengono abbandonate per lasciare il posto ad un sound più duro, essenziale, più vicino a quello degli esordi.
All'energia di pezzi come "My Engine Is With You", "Land Of Living" e l'opening track "Solutions" si alternano brani più lenti, melodici, quali ad esempio "Inflatable" e "Float", che chiude l'album.
Contiene la traccia "The People That We Love," in origine intitolata "Speed Kills", che fu successivamente rinominata in seguito agli attacchi terroristici del 2001, il brano è inoltre presente nella colonna sonora del videogioco della EA Games Need for Speed:Hot Pursuit 2.

## Tracce
1. Solutions - 4:27
2. Headful of Ghosts - 4:21
3. The People That We Love - 4:01
4. Superman - 4:00
5. Fugitive - 4:02
6. Hurricane - 3:15
7. Inflatable - 4:18
8. Reasons - 3:41
9. Land of the Living - 4:15
10. My Engine Is With You - 2:35
11. Out of This World - 4:04
12. Float - 4:15

## Singoli
- 18 settembre 2001 - The People That We Love
- 21 novembre 2001 - Headful of Ghosts
- 17 febbraio 2002 - Inflatable

## Formazione
- Gavin Rossdale – voce, chitarra
- Nigel Pulsford – chitarra, cori
- Dave Parsons – basso
- Robin Goodridge – batteria